# Kunšperk
Kunšperk – wieś w Słowenii, w gminie Bistrica ob Sotli. W 2018 roku liczyła 96 mieszkańców.